# Pierre Gayraud
Gayraud , 27 de marzo de 1992) es un jugador francés de rugby  que se desempeña como Segunda línea, que juega para el club Union Bordeaux Bègles del Top 14. 

## Carrera
Gayraud comienza su carrera profesional en la temporada 2013-14 a la edad de 21 años enfrentándose a ASM Clermont en un partido en el que fue titular y donde perdieron por el marcador de 55-0. En la temporada 2014-15 la lesiones marcan al equipo y aunque Gayraud consigue la titularidad, su equipo y descienden de categoría. En la temporada siguiente ya en Pro D2 Gayraud se convierte en pieza clave para lograr de nuevo el ascenso a la máxima categoría del rugby francés, al ganar la final de la eliminatoria de ascenso a Aurillac por 21-16.
En la 2016-2017, Gayraud sigue asentado en el equipo titular pese a la incorporación de nuevos jugadores de cara a logran mantener la categoría, pero una grave lesión le aparta del equipo y el Aviron Bayonne no logra salvar la categoría y acaba ocupando la última plaza de la clasificación. En cuanto acaba la temporada Union Bordeaux Bègles pone sus ojos en Gayraud haciendo una oferta de cara a incorporarlo a su plantilla.

## Palmarés y distinciones notables
- Campeón Play off ascenso Pro D2 2015-2016 (Aviron Bayonnais)